# カルパトス県

カルパトス県
測地系: 北緯36度50分 東経27度10分 / 北緯36.833度 東経27.167度座標: 北緯36度50分 東経27度10分 / 北緯36.833度 東経27.167度

カルパトス県（カルパトスけん、Κάρπαθος / Karpathos）は、ギリシャ共和国の南エーゲ地方を構成する行政区（ペリフェリアキ・エノティタ）のひとつ。ドデカニサ諸島（ドデカネス諸島）南西部のカルパトス島などからなる。

## 地理

### 位置・広がり
ドデカニサ諸島の南西部に位置する。ドデカニサ諸島で2番目に広い面積を持つカルパトス島と、その西南に位置するカソス島などの島々からなる。

### 主要な都市・集落
最大の集落は、カルパトス島南部の東岸に位置するカルパトスの街（ピガディア（Πηγάδια / Pigadia）とも。人口約2000人）である。カルパトス島の北端にはオリンボス（Όλυμπος）の村（人口約400人）がある。カソス島の人口は約1000人で、フリ（Φρυ / Fry）などの集落がある。
- カルパトス
- オリンボス
- フリ

## 行政区画

### 自治体（ディモス）

ドデカネス諸島の自治体

カルパトス県は、以下の自治体（ディモス、市）から構成される。面積の単位はkm²、人口は2001年国勢調査時点。
|   | 自治体名   | 綴り     | 政庁所在地 | 面積  | 人口  |
| - | ---------- | -------- | ---------- | ----- | ----- |
| 5 | カルパトス | Κάρπαθος | カルパトス | 324.1 | 6,511 |
| 6 | カソス     | Κάσος    | カソス     | 69.5  | 990   |

### 旧自治体（ディモティキ・エノティタ）

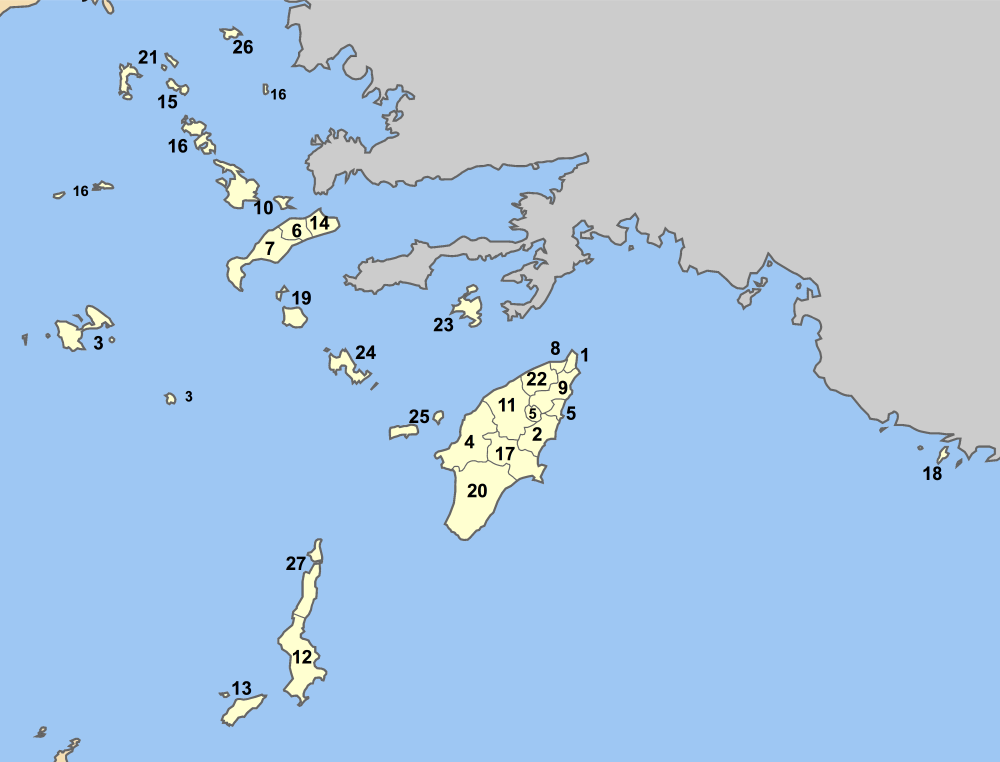
ドデカニサ県の旧自治体（2010年まで）

現在のカルパトス県の地域は、かつて広域自治体（ノモス）であるドデカニサ県に属していた。カリクラティス改革（2011年1月施行）にともないノモスは廃止され、その県域は分割されて行政区（ペリフェリアキ・エノティタ）としてのカルパトス県が成立した。旧自治体は新自治体（ディモス）を構成する行政区（ディモティキ・エノティタ）となっている。
下表の番号は右図と対応している。「旧自治体名」欄で※印を付したものはキノティタ、それ以外はディモス。「政庁所在地」欄で太字になっているものは、新自治体の政庁所在地となったものを示す。
|    | 旧自治体     | 綴り     | 政庁所在地 | 新自治体   |
| -- | ------------ | -------- | ---------- | ---------- |
| 12 | カルパトス   | Κάρπαθος | カルパトス | カルパトス |
| 13 | カソス       | Κάσος    | カソス     | カソス     |
| 27 | オリンボス ※ | Όλυμπος  | オリンボス | カルパトス |

- Διοικητική διαίρεση νομού Δωδεκανήσου (πρόγραμμα Καποδίστριας) - ドデカニサ県の自治体・集落一覧（1999年 - 2010年）